# Ace Combat 7: Skies Unknown
Ace Combat 7: Skies Unknown (jap. エースコンバット7 スカイズ・アンノウン, Ēsu Konbatto Seben Sukaizu Annōn) ist ein Arcade-Flugzeugspiel der Ace-Combat-Reihe des Unternehmens Bandai Namco Entertainment. Das Spiel erschien am 18. Januar 2019 auf der PlayStation 4 und Xbox One und am 1. Februar 2019 für Windows-PCs. Für die Nintendo Switch erfolgte die Veröffentlichung am 11. Juli 2024. Ebenfalls beinhaltet das Spiel exklusive Missionen für die Virtual-Reality-Brille PlayStation VR.

## Handlung
Ace Combat 7 behandelt die kriegerische Auseinandersetzung zwischen der Föderation Osea und dem kürzlich reformierten Königreich Erusea, zuvor eine Bundesrepublik, auf dem Gesamten Kontinent Usea.

## Gameplay
Das Spiel verzichtet auf eine realistische Flugsimulation zugunsten eines schnelleren, Arcade-ähnlichen Gameplays. Der Spieler kann zwischen den Steuerungseinstellungen „Anfänger“ und „Experte“ wählen; letztere ermöglicht es dem Spieler, realistische Flugmanöver auszuführen.
Mit der Ingame-Währung „Military Result Points“ (MRP) können die Spieler über einen Tech-Tree zusätzliche Flugzeuge und Ausrüstung kaufen. Der Spieler beginnt das Spiel mit der F-16C und kann im weiteren Verlauf des Spiels bessere Flugzeuge erwerben. Jedes Flugzeug ist mit Luft-Luft- und Luft-Boden-Raketen sowie mit einer weiteren Spezialwaffe ausgestattet. Ebenso kann der Spieler Verbesserungen an Trieb- oder Flugwerk vornehmen, um die Geschwindigkeit bzw. die Widerstandsfähigkeit des Flugzeugs zu erhöhen. Es können immer nur acht Upgrades angewendet werden. Gewichtsbeschränkungen begrenzen die Anzahl der Upgrades; bestimmte Upgrades sind nur im Mehrspielermodus verwendbar.
Zum ersten Mal in der Ace-Combat-Serie beeinträchtigen Wolken die Fähigkeit der Flugzeuge. Die Wolken erschweren die Sicht des Spielers und schränken die Funktion der Zielsysteme ein, wenn er sie durchfliegt. Die Wolken machen auch Laserwaffen aufgrund der Lichtbrechung unwirksam. Außerdem können Turbulenzen auftreten, wenn der Spieler zu lange in den Wolken aufhält. Blitzeinschläge stören vorübergehend die Steuerung und Sensoren. Jedes Flugzeug verfügt außerdem über einen begrenzten Vorrat an Täuschkörper, die in kritischen Situationen eingesetzt werden können, um gegnerische Raketen abzulenken.
In der Einzelspielerkampagne absolvieren die Spieler eine Reihe von Kampfeinsätzen. Vor jedem Einsatz erhalten die Spieler ein Briefing, in dem sie über Missionsziele, zu erwartende Gegner, Geländemerkmale und Wetterbedingungen anhand einer 3D-Kartendarstellung informiert werden. KI-gesteuerte Piloten begleiten den Spieler durch die Missionen, geben Hinweise und schießen ggf. feindliche Flugzeuge ab. Im Laufe der Einzelspielerkampagne kann der Spieler zusätzliche Nebenmissionen absolvieren, so zum Beispiel das Auftanken während des Fluges oder die Landung auf einem Flugzeugträger. Diese Nebenmissionen können übersprungen werden, bringen dem Spieler aber zusätzliche Punkte ein.
Der Mehrspielermodus umfasst die Spielmodi „Team Deathmatch“ und „Battle Royale“. Bei beiden Modi handelt es sich um PvP, bei dem die Spieler in einer begrenzten Zeit feindliche Flugzeuge abschießen müssen und Punkte sammeln. Die beiden Modi unterscheiden sich darin, dass „Team Deathmatch“ zwei Teams mit je vier Spielern umfasst, während „Battle Royale“ ein Modus ist, in dem jeder gegen jeden antritt. Das Abschießen von starken Spielern (hohe Punktzahl, hoher Rang, besseres Flugzeug etc.) bringt mehr Punkte als das Abschießen von schwachen Spielern. Nachdem das Flugzeug eines Spielers zerstört wurde, wird das Flugzeug nach ein paar Sekunden respawnt. Wenn das Zeitlimit erreicht ist, wird das Team oder der Spieler mit der höchsten Punktzahl zum Sieger erklärt.

## Luftfahrzeuge
In Ace Combat 7 werden dem Spieler ca. 30 spielbare Flugzeuge zur Verfügung gestellt. Flugzeuge schaltet man frei, indem man Missionen schafft. Wenn Flugzeuge freigeschaltet sind, kann man sie mit dem verdienten Geld kaufen. Nur in den Sonder-Editionen – „Launch Edition“ und „Deluxe Launch Edition“ – ist zudem die McDonnell F-4E Phantom II enthalten. Darüber hinaus sind ca. 20 weitere Luftfahrzeuge in verschiedenen Missionen im Einsatz, allerdings kann der Spieler diese nicht steuern – diese nicht spielbaren Luftfahrzeuge werden vom NPC gesteuert.

### Spielbare Luftfahrzeuge
- Dassault Mirage 2000-5
- Dassault Rafale M
- Eurofighter Typhoon
- Fairchild-Republic A-10 Thunderbolt II
- General Dynamics F-16C Fighting Falcon
- Grumman F-14D Super Tomcat
- Lockheed F-104C Starfighter
- Lockheed Martin F-22 Raptor
- Lockheed Martin F-35C Lightning II
- McDonnell F-4E Phantom II (als DLC)
- McDonnell Douglas F-15C Eagle
- McDonnell Douglas F-15E Strike Eagle
- McDonnell Douglas F-15J
- McDonnell Douglas F/A-18E Super Hornet
- Mikojan-Gurewitsch MiG-21bis Fishbed
- Mikojan-Gurewitsch MiG-29A Fulcrum
- Mikojan-Gurewitsch MiG-31B Foxhound
- Northrop YF-23 Black Widow II
- Mitsubishi F-2A
- Saab 39 Gripen E
- Suchoi Su-30M2 Flanker
- Suchoi Su-30SM
- Suchoi Su-33 Flanker-D
- Suchoi Su-34 Fullback
- Suchoi Su-35S Flanker-E
- Suchoi Su-37 Terminator
- Suchoi Su-47 Berkut
- Suchoi Su-57
- X-02S Strike Wyvern (fiktives Flugzeug)
- ADF-11 Raven (fiktives Flugzeug) (DLC)
- ADF-01 FALKEN (fiktives Flugzeug) (DLC)
- ADFX-01 Morgan (fiktives Flugzeug) (DLC)
- CFA-44 Nosferatu (fiktives Flugzeug) (DLC)
- XFA-27 Scarface (fiktives Flugzeug) (DLC)
- ASF-X Shinden II (fiktives Flugzeug) (DLC)

### Nicht spielbare Luftfahrzeuge
- ADFX-10 (fiktives Flugzeug)
- Arsenal Bird (fiktives Flugzeug)
- Bell-Boeing V-22
- Boeing AH-64D Apache Longbow
- Boeing B-52H Stratofortress
- Boeing C-17A Globemaster III
- Boeing E-767
- Boeing-Vertol CH-47
- Iljuschin Il-76
- Kawasaki C-1
- Lockheed AC-130U Spooky
- Lockheed C-130 Hercules
- Lockheed F-117 Nighthawk
- McDonnell Douglas AV-8B Harrier II plus
- MQ-99 (fiktives Flugzeug)
- MQ-101 (fiktives Flugzeug)
- Northrop B-2A Spirit
- Rockwell B-1B Lancer
- Tupolew Tu-95 Bear
- Tupolew Tu-160 Blackjack

## Produktionsnotizen
Am 5. Dezember 2015 gab der Publisher Bandai Namco Games das Spiel auf der PlayStation Experience von Sony Interactive Entertainment bekannt. Ein Jahr später wurde das Spiel erneut von Bandai auf der PlayStation Experience 2016 präsentiert. Ein Trailer zeigte seine Spielbarkeit und Details zur Hauptstory. Obwohl das Spiel exklusiv für PlayStation 4 und PlayStation VR entwickelt wurde, bestätigte Bandai Namco Games im Januar 2017 seine Entwicklung und Einführung für Windows und Xbox One sowie einen Multiplayer-Modus. Ein offizieller Starttermin wurde nicht bekanntgegeben, das Spiel wurde für das Jahr 2017 angekündigt. Die Veröffentlichung wurde jedoch vom Entwickler am 16. Mai 2017 auf das Jahr 2018 verschoben, mit der Begründung, man wolle ein möglichst fehlerfreies Produkt abliefern und benötige dazu mehr Zeit. Auf der Gamescom 2018 wurde schließlich ein weiterer Trailer veröffentlicht, welcher als geplantes Veröffentlichungsdatum den 18. Januar 2019 für PlayStation 4 und Xbox One bzw. 1. Februar 2019 für Windows-PCs über Steam ankündigte. Am 17. Januar 2024 wurde das Spiel mitsamt DLC für die Switch angekündigt und ist seit dem 11. Juli 2024 erhältlich.
Das Drehbuch wird Sunao Katabuchi anvertraut, der bereits für die Spiele Ace Combat 04 und Ace Combat 5 mit dem Entwicklerteam Project Aces zusammengearbeitet hat. Die Musik wird von Keiki Kobayashi komponiert, der ebenfalls für vorherige Teile der Serie verantwortlich war.
Das Spiel basiert auf der Spiele-Engine Unreal Engine 4 und trueSKY – eine Echtzeit-Wetter-Engine.
Bei der Entwicklung des Spiels bekamen sie Unterstützung von der japanischen Luftwaffe und der japanischen Marine, die technische Berater und Flugzeuginformationen zur Verfügung stellten.
Ein beträchtlicher Teil der Arbeit floss in den VR-Modus des Spiels, der exklusiv für PlayStation VR verfügbar ist. Ursprünglich sollte die gesamte Kampagne VR-kompatibel sein, und alle Zwischensequenzen des Spiels wurden mit VR-Kompatibilität bis hin zur Audio-Nachbearbeitung erstellt; sie wurden jedoch aufgrund von Framerate-Problemen mit der PlayStation 4 und den Schwierigkeiten bei der Erstellung von VR-Missionen gestrichen. Letztendlich wurden dem Spiel nur drei VR-Missionen hinzugefügt, die einer von der Hauptkampagne getrennten Storyline folgen. Drei weitere VR-Missionen waren geplant, wurden aber nicht veröffentlicht.

## Rezeption

### Kritiken
Ace Combat 7 hat national und international durchschnittlich gute Bewertungen erhalten.

„Statt Gänsehaut-Momente zu erleben, ertappe ich mich in den Zwischensequenzen beim Augenrollen. Keine Figur ist mir ans Herz gewachsen, vor allem gegen Ende musste ich immer wieder den Kopf schütteln. Denn dieses Mal scheitert Bandai Namco daran, das doch eigentlich spannende Szenario über seine Figuren zu tragen. Damit ist die Handlung zwar kein kompletter Reinfall, kommt aber auch übers Mittelmaß nicht hinaus.“

„Das Flugverhalten ist alles andere als realistisch, wer auch nur eine Minute in Falcon 4 zubrachte weiß das. Aber das ist egal, denn es geht um das Gefühl, einen Schleudersitz zu lenken, der auf ein paar Tonnen raketenbewehrte Beschleunigung geschraubt wurde. Und diese Illusion schafft Ace Combat perfekt. Wer dabei noch weniger über Realismus nachdenken möchte, kann sogar auf ein vereinfachtes Flugmodell zurückgreifen, mit dem sich die Flugzeuge endgültig mehr wie Raumschiffe lenken und ihr nicht einmal in eine Rolle kippen müsst, um dem Feind zu folgen. Und selbst das fühlt sich noch elegant nach Top Gun an.“

### Verkaufszahlen
In Japan wurden in der ersten Woche für die PlayStation 4 rund 202.000 Exemplare verkauft – und 2000 weitere Exemplare für die Xbox One. Am 25. Februar 2019 gab Bandai Namco Entertainment bekannt, dass das Spiel über 500.000 Mal allein in Südostasien verkauft wurde. Im Vereinigten Königreich erreichte das Spiel in der ersten Woche Platz 2, wobei 76 % der physische Verkäufe auf die PlayStation-4-Version entfielen. Im Jahreschart 2019 belegte das Spiel den 86. Platz unter den meistverkauften Spielen des Vereinigten Königreiches. In Deutschland erreichte das Spiel in der Debütwoche den 1. Platz. Im deutschen Jahreschart 2019 konnte das Spiel keinen Platz unter den Top 20 der meistverkauften Titel erreichen. Gezählt wurden ausschließlich physische Verkäufe aus dem Einzel- und Onlinehandel. Digitale Verkäufe fanden keine Berücksichtigung.
Im Juni 2020 hatte sich Ace Combat 7 weltweit über 2 Millionen Mal verkauft. Im Januar 2021 wurde das Spiel weltweit über 2,5 Millionen Mal verkauft, womit es die Verkaufszahlen von Ace Combat 04: Shattered Skies (2002) überholte und zum meistverkauften Titel der Franchise wurde. Im November 2022 hatte es sich über 4 Millionen Mal verkauft. Bis November 2023 wurde das Spiel über 5 Millionen Mal verkauft.